# Ozendo
Ozendo é uma aldeia anexa à freguesia de Quadrazais no concelho do Sabugal.
Nesta aldeia realiza-se uma Capeia Arraiana durante as festas de Agosto, altura em que a população quase triplica. As grandes festas de Ozendo decorrem em Agosto e são em honra de Nossa Senhora de Fátima.
Ozendo situa-se entre a aldeia da Torre e a vila do Souto. A gastronomia local baseia-se sobretudo nos enchidos, no presunto e no queijo de cabra.